# Photoakustische Spektroskopie
Die photoakustische Spektroskopie (PAS), auch optoakustische  Spektroskopie (OAS) genannt, ist ein physikalisches Untersuchungsverfahren, das auf dem photoakustischen Effekt beruht. Dieser wurde erstmals 1880 von Alexander Graham Bell beschrieben. Dabei wird einem Medium in schneller Folge durch Lichtblitze Energie zugeführt. Der resultierende ständige Wechsel zwischen Erhitzung und Abkühlung führt zu abwechselnder Wärmeausdehnung und -kontraktion. Diese Vibration kann unter geeigneten Umständen als Schall wahrgenommen werden.
Der Effekt wird seit den 1970er Jahren in verschiedenen Bereichen zur Untersuchung unter anderem von Gasen, Festkörpern und Geweben eingesetzt.

## Festkörperoberflächen
Für Materialuntersuchungen wird eine absorbierende Oberfläche durch moduliertes Licht erwärmt. Die zeitabhängige Temperatur erzeugt über die thermische Ausdehnung Schall (bzw. Ultraschall) im Festkörper. Dieser kann z. B. mit einem piezoelektrischen Detektor gemessen werden.
Über Wärmeleitung breiten sich die Temperaturschwankungen auch in das Gas an der Oberfläche aus und erzeugen durch thermische Ausdehnung Druckschwankungen bzw. Schall im Gas. Zur Detektion dient bei dieser Variante ein normales Mikrofon.
Führt man die Anregung periodisch bei verschiedenen Modulationsfrequenzen durch, kann in Grenzen nach der Tiefe unter der Oberfläche unterschieden werden. Ebenso lassen sich PAS-Analysen auch in Lösungen durchführen.

## Untersuchung von Gasbestandteilen

Laboraufbau eines photoakustischen Spektroskops für Gasuntersuchungen

Für die Untersuchung von Gasen macht man sich zunutze, dass Gasmoleküle nur Licht ganz bestimmter Wellenlängen absorbieren. Welche dies sind, hängt von der chemischen Struktur ab.
Zum Nachweis eines bestimmten Gasbestandteils in einem Gemisch werden Lichtpulse eines Lasers verwendet, dessen Frequenz nur von einer Sorte Moleküle absorbiert werden kann. Die in einem Behältnis mit dem Gas von einem Mikrofon gemessenen Schallwellen sind dann umso lauter, je höher dessen Anteil am Gasgemisch ist. Durch akustische Resonanz kann die Lautstärke bis um den Faktor 100 (40 dB) gesteigert werden.
Das Verfahren ist zum Beispiel für Abgasuntersuchungen oder den Nachweis von Luftschadstoffen einsetzbar. Dabei können etwa Konzentrationen von Methan in Stickstoff von nur zehn Teilen in einer Milliarde nachgewiesen werden.
Einfachere Messgeräte verwenden als Lichtquelle einen Infrarot-Strahler in Verbindung mit einem schmalbandigen Filter. Bei ihnen wird die akustische Anregung zwischen der zu untersuchenden Probe und einem bekannten Gas verglichen. Beide befinden sich dabei in aneinander angrenzenden Kammern, die durch eine dünne Membran getrennt sind. Unterscheiden sich die Konzentrationen des zu untersuchenden Bestandteils in beiden Gasen, beginnt die Membran zu vibrieren.

## Gewebeuntersuchungen
In Medizin und Biologie wird der photoakustische Effekt als bildgebendes Verfahren ausgenutzt. Die photoakustische Tomografie (PAT) arbeitet mit sehr kurzen Laserpulsen (wenige Nanosekunden Pulsdauer), die im zu untersuchenden Gewebe Ultraschall erzeugen. Der Unterschied zur konventionellen Ultraschalluntersuchung ist, dass nicht nur „Echos“ an der Oberfläche von Organen untersucht werden, sondern diese den Schall selbst erzeugen. Die damit möglichen Bilder entsprechen in ihrem Detailreichtum der Computertomografie, ohne dass dabei gefährliche Strahlung erzeugt würde.
In Laborexperimenten wurde das Verfahren auch zur Messung des Blutzuckergehalts von Diabetikern genutzt.